# Цибули (Полтавский район)
Цибули (укр. Цибулі) — село,
Терешковский сельский совет,
Полтавский район,
Полтавская область,
Украина.
Код КОАТУУ — 5324083912. Население по переписи 2019 года составляло 66 человек.

## Географическое положение
Село Цибули находится на левом берегу безымянной речушки, которая через 5 км впадает в реку Ворскла,
ниже по течению примкает село Малое Никольское,
на противоположном берегу — село Никольское.
Село окружено лесным массивом (сосна).
До 2018 года входил в состав ликвидированного Никольского сельсовета;